# Commonwealth Games 2014/Hockey

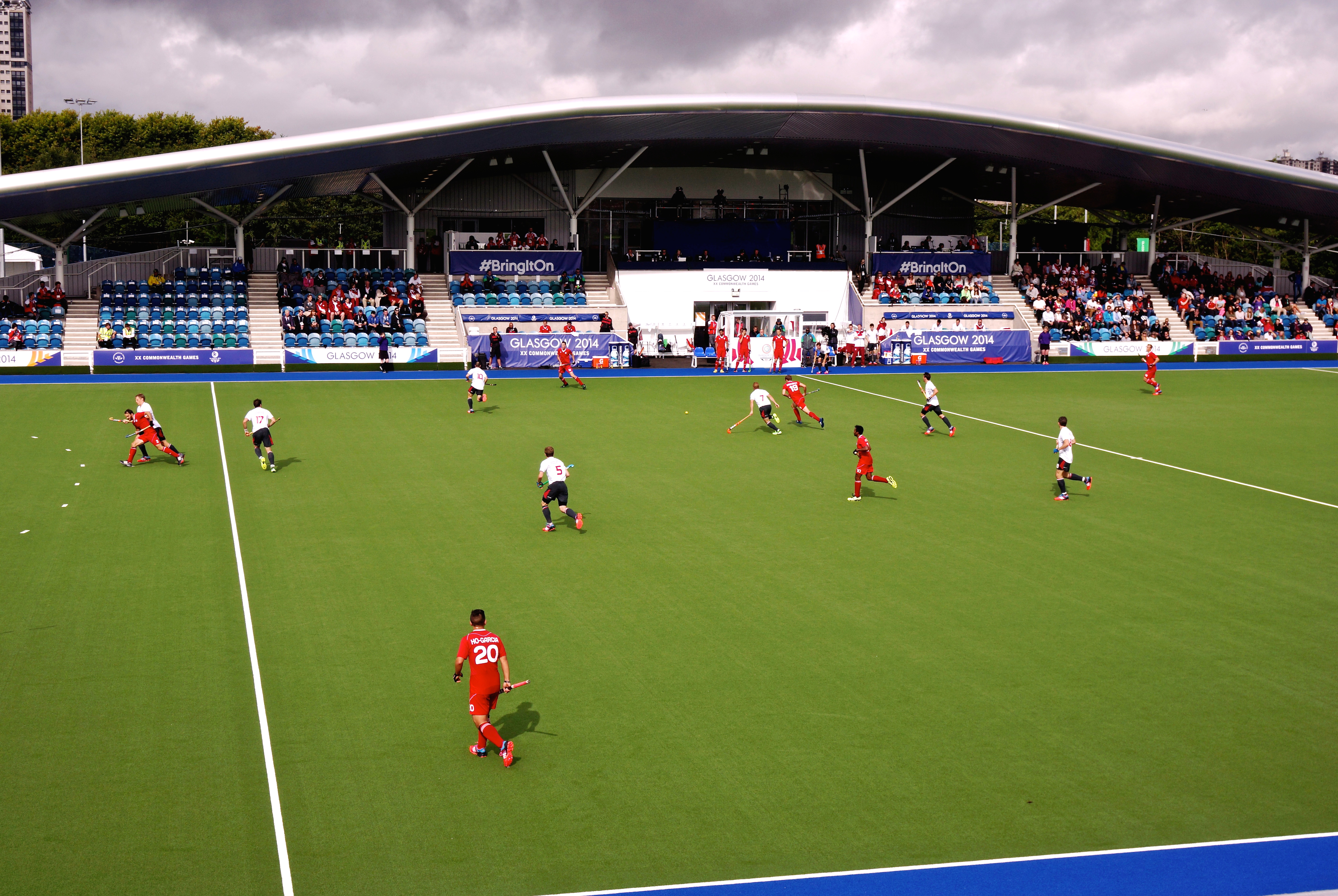
Glasgow Green Hockey Centre

Bei den Commonwealth Games 2014 im schottischen Glasgow fand je ein Hockey-Turnier der Damen und Herren statt.
Austragungsort sämtlicher Spiele war das Glasgow Green Hockey Centre.

## Herren

### Vorrunde

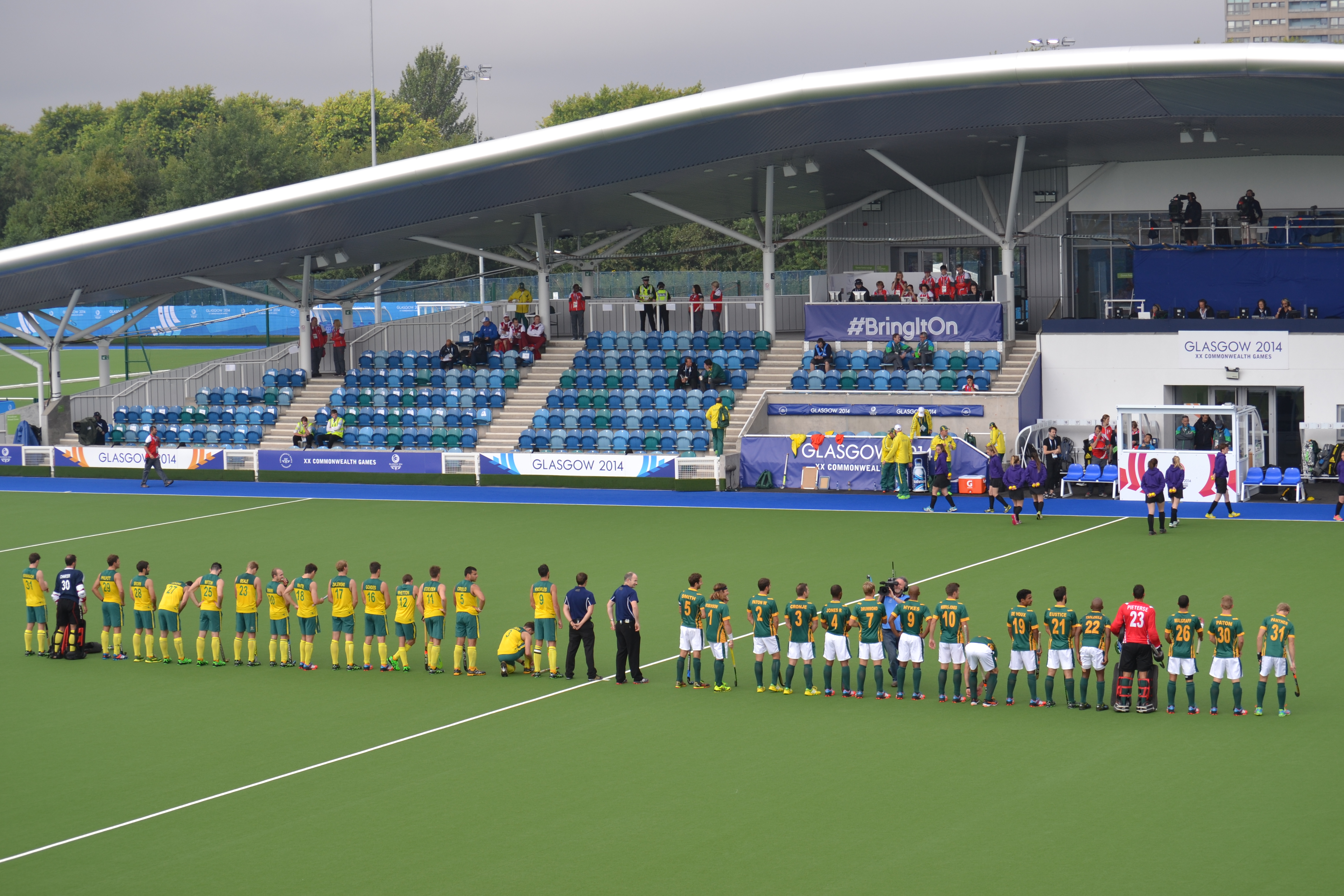
Vor dem Spiel Südafrika gegen Australien

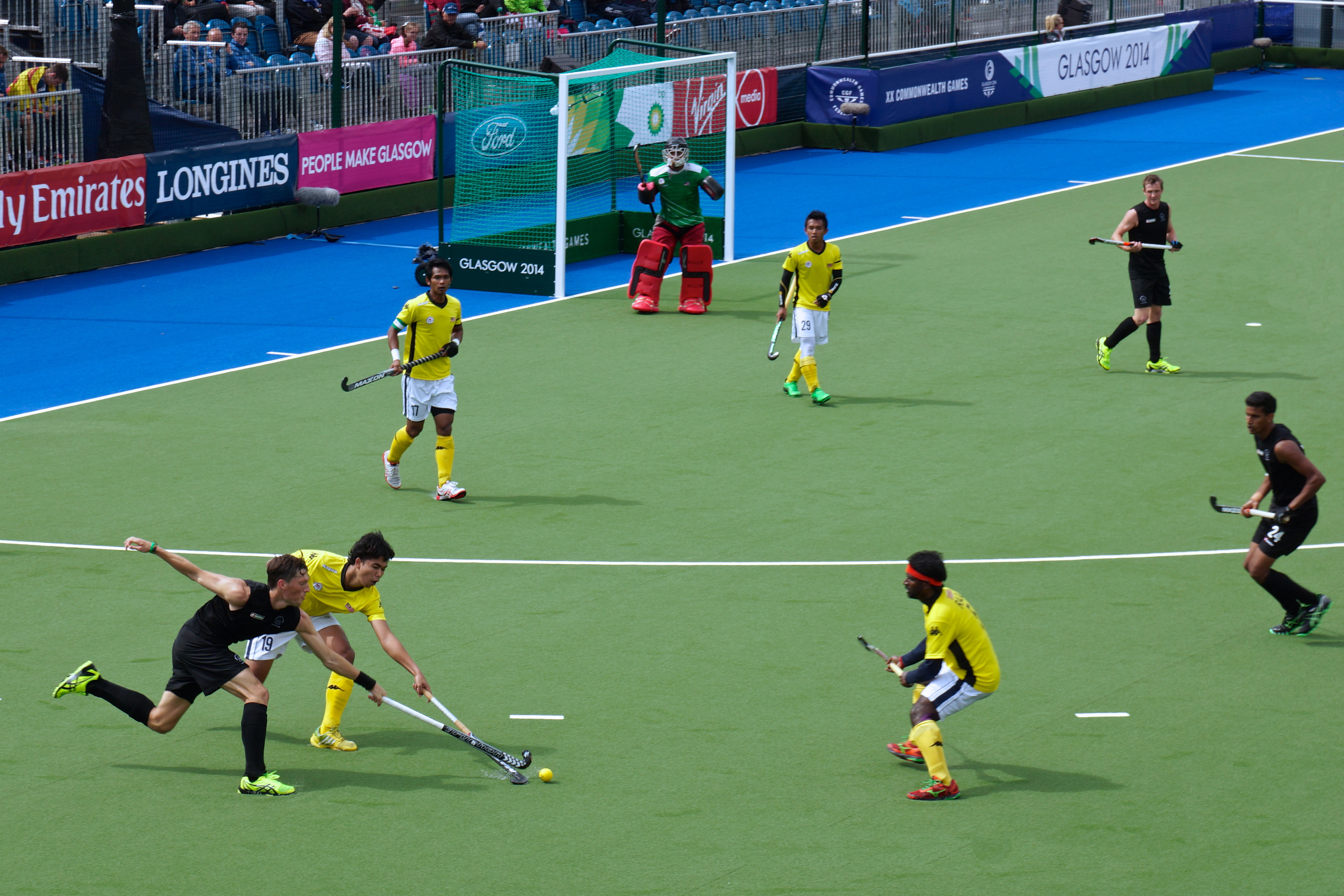
Spielszene zw. Malaysia und Neuseeland

#### Gruppe A
| Indien – Wales          | 3:1 |
| Südafrika – Schottland  | 2:0 |
| Australien – Wales      | 7:1 |
| Indien – Schottland     | 6:2 |
| Südafrika – Australien  | 0:6 |
| Schottland – Wales      | 4:3 |
| Indien – Australien     | 2:4 |
| Wales – Südafrika       | 1:5 |
| Australien – Schottland | 5:0 |
| Südafrika – Indien      | 2:5 |

| Rang | Land       | Gew. | Unent. | Verl. | Tore | Punkte |
| ---- | ---------- | ---- | ------ | ----- | ---- | ------ |
| 1    | Australien | 4    | 0      | 0     | 22:3 | 12     |
| 2    | Indien     | 3    | 0      | 1     | 16:9 | 9      |
| 3    | Südafrika  | 2    | 0      | 2     | 9:12 | 6      |
| 4    | Schottland | 1    | 0      | 3     | 6:16 | 3      |
| 5    | Wales      | 0    | 0      | 4     | 6:19 | 0      |

#### Gruppe B
| England – Trinidad und Tobago    | 6:1 |
| Neuseeland – Kanada              | 3:1 |
| Neuseeland – Trinidad und Tobago | 8:0 |
| Malaysia – Kanada                | 2:0 |
| Kanada – Trinidad und Tobago     | 3:1 |
| Malaysia – England               | 1:8 |
| Neuseeland – England             | 2:1 |
| Trinidad und Tobago – Malaysia   | 4:2 |
| England – Kanada                 | 3:1 |
| Malaysia – Neuseeland            | 1:6 |

| Rang | Land                | Gew. | Unent. | Verl. | Tore | Punkte |
| ---- | ------------------- | ---- | ------ | ----- | ---- | ------ |
| 1    | Neuseeland          | 4    | 0      | 0     | 19:3 | 12     |
| 2    | England             | 3    | 0      | 1     | 18:5 | 9      |
| 3    | Kanada              | 1    | 0      | 3     | 5:9  | 3      |
| 4    | Malaysia            | 1    | 0      | 3     | 6:18 | 3      |
| 5    | Trinidad und Tobago | 1    | 0      | 3     | 6:19 | 3      |

### Spiel um Platz 9
| Trinidad und Tobago – Wales |  | 0:2 |

### Spiel um Platz 7
| Schottland – Malaysia |  | 1:2 |

### Spiel um Platz 5
| Südafrika – Kanada |  | 7:3 |

### Finalrunde
|  | Halbfinale          | Halbfinale |            |       | Finale | Finale |
|  |                     |            |            |       |        |        |
|  | Australien          | 4          |            |       |        |        |
|  | England             | 1          |            |       |        |        |
|  |                     |            |            |       |        |        |
|  |                     |            |            |       |        |        |
|  | Australien          | 4          |            |       |        |        |
|  |                     | Indien     | 0          |       |        |        |
|  |                     |            |            |       |        |        |
|  | Spiel um Platz drei |            |            |       |        |        |
|  |                     |            | England    | 3 (4) |        |        |
|  | Neuseeland          | 2          | Neuseeland | 3 (2) |        |        |
|  | Indien              | 3          |            |       |        |        |

## Damen

### Vorrunde

#### Gruppe A
| Südafrika – Trinidad und Tobago  |  | 16:0 |
| Indien – Kanada                  |  | 4:2  |
| Neuseeland – Trinidad und Tobago |  | 14:0 |
| Südafrika – Kanada               |  | 2:0  |
| Kanada – Trinidad und Tobago     |  | 4:1  |
| Indien – Neuseeland              |  | 0:3  |
| Trinidad und Tobago – Indien     |  | 0:14 |
| Südafrika – Neuseeland           |  | 1:2  |
| Neuseeland – Kanada              |  | 6:0  |
| Indien – Südafrika               |  | 2:3  |

#### Gruppe B
| Australien – Malaysia   |  | 4:0 |
| England – Wales         |  | 2:0 |
| Australien – Wales      |  | 9:0 |
| Schottland – Malaysia   |  | 2:0 |
| Schottland – Australien |  | 0:9 |
| England – Malaysia      |  | 5:0 |
| Australien – England    |  | 3:0 |
| Wales – Schottland      |  | 0:2 |
| Schottland – England    |  | 1:2 |
| Malaysia – Wales        |  | 0:0 |

### Spiel um Platz 9
| Trinidad und Tobago – Wales |  | 0:4 |

### Spiel um Platz 7
| Kanada – Malaysia |  | 2:2, 0:3 nach Siebenmeterschießen |

### Spiel um Platz 5
| Indien – Schottland |  | 2:1 |

### Finalrunde
|  | Halbfinale          | Halbfinale |            |   | Finale | Finale |
|  |                     |            |            |   |        |        |
|  | Australien          | 7          |            |   |        |        |
|  | Südafrika           | 1          |            |   |        |        |
|  |                     |            |            |   |        |        |
|  |                     |            |            |   |        |        |
|  | Australien          | 1 (3)      |            |   |        |        |
|  |                     | England    | 1 (1)      |   |        |        |
|  |                     |            |            |   |        |        |
|  | Spiel um Platz drei |            |            |   |        |        |
|  |                     |            | Südafrika  | 2 |        |        |
|  | Neuseeland          | 1 (1)      | Neuseeland | 5 |        |        |
|  | England             | 1 (3)      |            |   |        |        |

## Medaillenspiegel
| Platz | Land       | Gold | Silber | Bronze | Gesamt |
| ----- | ---------- | ---- | ------ | ------ | ------ |
| 1     | Australien | 2    | -      | -      | 2      |
| 2     | England    | -    | 1      | 1      | 2      |
| 3     | Indien     | -    | 1      | -      | 1      |
| 4     | Neuseeland | -    | -      | 1      | 1      |

## Weblink und Quelle
- Offizielle Ergebnisse Hockey